# Dichagyris ignara
Dichagyris ignara là một loài bướm đêm trong họ Noctuidae.